# Liste des devises d'ordres civils et militaires
Les devises ci-dessous sont classées par pays et chronologiquement.

## Ordres internationaux
- Ordre international du bien public (Ordre illégitime) : Pax in justitia

## Allemagne

### Bade(Confédération du nord)
- Ordre de chevalerie de Saint-Hubert : In fide sta firmiter, ou : (la)« Fidelitate constans », ou : In trau vast. Créé en 1444 par Gerhard V duc de Juliers, de Clèves et de Berg. Rétabli en 1709 par Jean-Guillaume de Neubourg duc de Juliers. Confirmé en 1718 par Charles-Philippe prince électoral et en 1800 par le roi Maximilien-Joseph IV
- Ordre de la Fidélité (Bade) : (la)« FIDELITAS ». Institué par Charles III Guillaume, margrave de Bade-Durlach en 1715
- Ordre du mérite militaire de Charles-Frédéric : (de)« Für Badens Ehre ». Institué par le grand-duc Charles-Frédéric en 1807
- Ordre du Lion de Zaeringen : Für Ehre und Wahrheit. Fondé par le grand-duc Charles-Frédéric en 1812

### Bade-Durlach(Confédération du nord)
- Ordre de la Fidélité : Fidelitas. Fondé en 1775 par Charles-Guillaume de Bade-Durlach, renouvelé en 1803 par le grand-duc Charles-Frédéric

### Bavière(Confédération du nord)
- Ordre du mérite de Saint-Michel : Quis ut deus ? Créé par Joseph-Clément prince électoral de Cologne, duc de Bavière en 1693. Même devise que l'Ordre de l'Aile de Saint Michel Portugal
- Ordre de Saint-Georges, défenseur de l'Immaculée Conception de la Vierge : In fide, justitia et fortitudine. Institué par Charles Albert, électeur de Bavière en 1729
- Ordre militaire de Maximilien-Joseph : Virtuti pro patria. Fondé en 1797 par le prince-électeur Charles Théodore de Bavière et élevé au rang d'ordre de chevalerie par le roi Maximilien Ier de Bavière en 1806
- Ordre du mérite civil de la Couronne de Bavière : Virtus et honor. Fondé en 1808 par le roi Maximilien Ier de Bavière
- Ordre royal de Louis de Bavière : Für ehrenvolle Dienstjahre. Fondé en 1827 par Louis Ier
- Ordre de Bareith : Toujours les mêmes. Du Margraviat de Bayreuth
- Ordre du Lion de Bavière[1] : Fondé en 1778 par le prince-électeur Charles Théodore de Bavière, ordre aboli par Maximilien Ier de Bavière en 1808.

### Brandebourg(Confédération du nord)
- Ordre de la Sincérité (Chevalerie) : Unis pour jamais. Fondé en 1690 par Jean-Georges IV électeur de Saxe et Frédéric III électeur de Brandebourg

### Brunswick(Confédération du nord)
- Ordre d'Henri le Lion : Immota fides. Créé en 1834 par le duc Guillaume petit-fils de Henri le Lion

### Hanovre
- Ordre royal des Guelfes : Nec aspera terrent. Fondé en 1815 par Georges III prince régent

### Hesse
- Ordre pour la vertu militaire : Virtuti. Institué en 1769 par le landgrave Frédéric II, devenu en 1820 Ordre du mérite militaire
- Ordre du lion d'Or : Virtute et fidelitate. Fondé en 1770 par le landgrave Frédéric II
- Ordre de Louis : Für Verdienst. Fondé en 1807 par le grand-duc Louis Ier
- Ordre de Philippe le Magnanime : Si deus nobiscum, quis contra nos ?. Créé en 1840 par le grand-duc Louis II

### Hohenzollern
- Ordre des principautés de Hohenzollern : Für Treue und Verdienst. Institué par la maison princière d'Hohenzollern en 1841

### Prusse
- Ordre de chevalerie de la Générosité : La Générosité. Institué en 1685 par Frédéric III électeur de Brandebourg puis roi de Prusse. En 1740 Frédéric II roi de Prusse changea le titre pour Ordre pour le mérite. En 1810 Frédéric-Guillaume III en modifia le titre en Ordre du mérite militaire avec pour devise : Pour le mérite;
- Croix de Kulm, crée en 1813, à la suite de la Bataille de Kulm par Frédéric-Guillaume III;
- Ordre de chevalerie de l'Aigle noir : Suum cuique. Créé en 1701 par Frédéric Ier roi de Prusse;
- Ordre de l'Aigle rouge ou Ordre de l'Aigle de Brandebourg ou Ordre de la Sincérité : Sincerè et constantes. Fondé par Georges Ier Guillaume de Brandebourg-Bayreuth en 1705;
- Ordre du mérite civil (Friedensklasse) : Pour le mérite. Fondé en 1842 par Frédéric-Guillaume IV roi de Prusse.

### Royaume de Saxe(Confédération du nord)
- Ordre de la Maison ernestine de Saxe : Fideliter et constanter. Fondé en 1690 par Frédéric Ier fils d'Ernest le Pieux sous le nom d'Ordre de la probité allemande, renommé en 1833 par les princes Ernest, Frédéric et Bernard-Erich Freund. (Saxe-Cobourg-Gotha, Saxe-Meiningen, Saxe-Altenbourg)
- Ordre de chevalerie de la Sincérité : Unis pour jamais. Fondé en 1690 par Jean-Georges IV électeur de Saxe et Frédéric III électeur de Brandebourg
- Ordre militaire de Saint-Henri : Virtuti in bello. Institué en 1736 par Frédéric-Auguste II électeur de Saxe, renouvelé en 1829 par le roi Antoine de Saxe
- Ordre de la Couronne de Saxe ou Ordre de la Couronne de Rue : Providentiae memor. Fondé en 1807 par Frédéric-Auguste Ier de Saxe
- Ordre du Mérite civil de Saxe : Für Verdienst und Treue. Fondé en 1815 par le roi Frédéric-Auguste Ier de Saxe

### Saxe-Anhalt(Confédération du nord)
- Ordre d'Albert-l'Ours : Fürchte Gott und befolge seine Befehle (Crains Dieu, et suis ses commandements). Fondé le 18 novembre 1836 par Henri-Léopold-Frédéric et Alexandre-Charles ducs de Anhalt en remplacement de l'Ordre de l'Ours fondé par Sigismond en 1382

### Saxe-Weimar(Confédération du nord)
- Ordre du Faucon blanc : Vigilando ascendimus. Fondé en 1732 par le prince Ernest-Auguste duc de Saxe. Renouvelé en 1815 par le grand-duc Charles-Auguste

### Saxe-Weißenfels(Confédération du nord)
- Ordre de chevalerie de la Noble Passion ou Ordre de Querfurt : J'aime l'honneur qui vient par la vertu. Créé en 1704 par Jean-Georges duc de Saxe-Weißenfels

### Wurtemberg(Confédération du nord)
- Ordre de chevalerie de la Tête Morte : Mémento mori. Fondé en 1652 par Silvius Nimrod duc de Wurtemberg. Rétablit en 1709 par Louise Elisabeth veuve de duc Philippe de Saxe Mesbourg, petite fille du fondateur. Ordre mixte de 1652 à 1709, uniquement féminin à partir de son rétablissement 1709

- Ordre de la Couronne de Wurtemberg : Furchtlos und treu. Institué en 1818 par le roi Guillaume Ier

## Autriche
- Ordre des Esclaves de la vertu : Sola Ubique triumphat. Ordre de dames issues d'une noblesse distinguée, institué en 1662 par Eléonore de Gonzague veuve de l'empereur Ferdinand III
- Ordre des chevaliers de la Vraie Croix ou Ordre de la Croix étoilée (Femmes) : Salus et gloria. Institué en 1668 par l'impératrice douairière Éléonore de Gonzague, veuve de Ferdinand II empereur d'Autriche
- Ordre militaire de Marie-Thérèse : Fortitudini. Institué en 1757 par l'impératrice d'Autriche Marie-Thérèse
- Ordre de Saint-Étienne de Hongrie : Publicum meritorum praemium. Institué par Marie-Thérèse impératrice d'Autriche en 1764
- Ordre impérial de Léopold : Integritati et merito. Et : Opes regum corda subditorum. Fondé par François Ier empereur d'Autriche en 1808

## Belgique
- Ordre de Léopold : L'union fait la force. Fondé par le roi Léopold Ier en 1832
- Ordre de l'Étoile africaine : Travail et progrès. Institué par le roi Léopold II en 1888, mais pas conféré après 1962
- Ordre de la Couronne (Belgique) : Travail et progrès. Institué par le roi Léopold II en 1897
- Ordre royal du Lion : Travail et progrès. Institué par le roi Léopold II en 1891, mais pas conféré après 1962
- Ordre de Léopold II : L'union fait la force. Fondé par le roi Léopold II en 1900

## Chypre
- Ordre des chevaliers de Chypre ou Ordre des chevaliers de l'épée : Pour loyauté maintenir. Et : Securitas regni. Institué par Guy de Lusignan, chevalier français, roi de Jérusalem et de Chypre

## Danemark
- Ordre de Dannebrog : Pietate et justicia. Ordre de chevalerie créé par le roi Valdemar II de Danemark en 1219. Rétabli en 1671 par le roi Christian V de Danemark avec la devise : Restituor
- Ordre de l’Éléphant : Magnanimi pretium. Créé en 1462 par Christian Ier de Danemark, renouvelé par Christian V de Danemark en 1693
- Ordre de la Fidélité : In felicissimae unionis memoriam. Institué par Christian VI de Danemark en 1732
- Ordre de l'Union parfaite : «IN FELICISSI MÆ UNIONIS MEMORI AM», institué par la reine Sophie en 1732.

## Espagne
- Ordre de Saint-Jacques de l'Epée : Rubet ensis sanguine arabum, ou avum. Institué en 1170 sous le règne de Ferdinand II, roi de Léon et de Castille, confirmé en 1175 par le pape Alexandre III
- Ordre de l'Hermine (militaire) : Malo mori quam foedari. Fondé par Ferdinand II le Catholique, roi d'Aragon, roi de Naples, vers 1483
- Ordre de Charles III : Virtuti et merito. Fondé en 1771 par Charles III Roi des Deux-Siciles et ensuite d'Espagne
- Ordre d'Isabelle la Catholique : A la lealtad Acrisolada. Fondé en 1815 par le roi Ferdinand VII
- Ordre de Sainte-Herménégilde : Premio a la constantia militar. Créé en 1814 par le roi Ferdinand VII
- Ordre du Mérite Militaire: L'Ordre du Mérite Militaire fut fondé le 3 août 1864 par la Reine Isabelle II, il comporte 4 classes. Voir Orden del Mérito Militar

## États-Unis
- Military Order of the Loyal Legion of the United States : Lex regit. Arma tuentur

## Finlande
- Croix de Mannerheim
- Ordre de la Croix de la Liberté : Isänmaan puolesta. Fondé le 4 mars 1918.
- Ordre de la Rose blanche : Isänmaan hyväksi. Fondé le 28 janvier 1919.
- Ordre du Lion de Finlande

## France
Par ordre chronologique de création :
- Ordre du Chien et du Coq : Vigiles. ordre de chevalerie créé au Ve siècle par Lisoye, seigneur de Montmorency, pour récompenser la fidélité au roi Clovis, mais l'ordre disparut rapidement.
- Ordre de Saint-Marc : Pax tibi, marce, evangelista meus, institué en 801, lors du transport du corps de l'Evangéliste à Venise[2]
- Ordre de la Couronne royale : Coronabitur legitime certans. Institué en 802 par Charlemagne.
- Ordres de Notre-Dame du Mont-Carmel et de Saint-Lazare de Jérusalem (ordre militaire) : Dieu et mon roy. L'Ordre de Saint-Lazare de Jérusalem fut fondé en 1060. En 1154 les chevaliers de l'ordre se fixèrent en France dans la terre de Boigny, près d'Orléans, donné par Louis VII le Jeune. Cet ordre fut confirmé en 1255 par le pape Alexandre IV. En 1608 Henri IV le réunit avec l'Ordre de Notre-Dame du Mont-Carmel qu'il avait fondé l'année précédente en 1607. Ces ordres furent confirmés en 1664 et 1698 par Louis XIV et en 1722 et 1767 par Louis XV.
- Ordre du Temple : Non nobis, domine, non nobis, sed nomini tuo da gloriam. ordre fut créé le 13 janvier 1129.
- Ordre des frères mineurs ou Ordre de Saint-François : Haec sunt arma militiae nostrae. Fondé en 1210 par François d'Assise. Frères mineurs ou cordeliers ex-religieux de saint François.
- Ordre du Genêt : Deus exaltat humiles, par st-Louis la veille du couronnement de la reine en 1234[3].
- Ordre de l'Étoile ou Ordre de la royale Étoile ou Ordre de Notre Dame de la Noble Maison : Monstrant regibus astra viam. Institué par le roi Jean II en 1351 ou 1352.
- Ordre du Saint-Esprit au Droit Désir ou Ordre du Nœud : Au nom du Droit Désir. Fondé en 1353 par Louis de Tarente roi de Jérusalem et de Sicile, comte de Provence.
- Ordre du Las d'Amour devenu Ordre de l'Annonciade : F.E.R.T. (devise de la maison royale de Savoie) signifiant Frappez, Entrez, Rompez Tout. Ou : Fortitudo ejus rhodum tenuit. Fondé en 1364 par le Comte Vert Amédée VI de Savoie.
- Ordre de l'Écu d'or : Allen, Allen (Allons, allons). Créé en 1369 par Louis II dit le Bon, duc de Bourbon.
- Ordre du Chardon et de Notre Dame : Espérance (Institué par Louis II Duc de Bourbon en 1370. Le jésuite Petra Sancta donne à ces chevaliers pour l'âme de leur devise « Nemo me impune lacessit ».
- Ordre du Porc-Épic : Cominus et eminus. Établi en 1393 ou 1394 par Louis de France duc d'Orléans et aboli par Louis XII.
- Ordre du Lévrier : Tout vng (Tous un). Créé en 1416 par le cardinal-duc Louis Ier, duc de Bar.
- Ordre de la Toison d'or : Autre n'auray. Créé en 1430 par Philippe le Bon duc de Bourgogne. Son fils, Charles le Téméraire lui a donné une nouvelle devise : Je l'ay empris. Il existe trois autres devises pour cet ordre : 1) Pretium non vile laborum, 2) Pretium cursus aurea pellis, 3) Merces prima digna carina.
- Ordre du Croissant : Los en croissant. Et : Loz ! (Louange !). Institué par René d'Anjou dit le Bon, roi de Sicile et de Jérusalem en 1448.
- Ordre de Saint-Michel : Immensi tremor oceani et Espérance. Fondé à Amboise le 1er août 1469 par Louis XI.
- Ordre de la Cordelière : J'ay le corps délié. Institué par Anne de Bretagne en 1498.
- Ordre de la Croix de Bourgogne : Barbaria. Institué par Charles Quint (donc créé entre 1500 et 1558).
- Ordre du Saint-Esprit : Duce et Auspice. Établi par Henri III vers 1578.
- Ordre de la Charité chrétienne : Pour avoir servi fidèlement. Institué par Henri III roi de France (donc créé entre 1551 et 1589).
- Ordre de Sainte-Marie-Madeleine : Optimam partem elegit, proposé en 1614 par Jean Chesnel seigneur de Chappronaye au Conseil du roi[4].
- Ordre royal et militaire de Saint-Louis : Bellicae virtutis praemium (Récompense du courage militaire), et : Ludovicus magnus instituit. Créé par Louis XIV en 1693.
- Ordre de Sainte-Anne : Amantibus justiciam, pietatem et fidem, fondé en 1735, par le duc Frédéric.
- Institution du Mérite militaire : Pro virtute bellica. Créé par Louis XV en 1759.
- Ordre national de la Légion d'honneur : Honneur et patrie. Créé le 19 mai 1802 par Napoléon Ier.
- Ordre de François Ier : Merito de rege optime. Fondé en 1829 par François Ier roi des Deux-Siciles.
- Ordre de la Croix de Juillet : Patrie et Liberté. Institué par Louis-Philippe Ier le 30 octobre 1830.
- Médaille militaire : Valeur et Discipline, instituée le 22 janvier 1852 par Louis-Napoléon Bonaparte.
- Ordre du Mérite maritime : ordre honorifique français créé le 9 février 1930 pour récompenser les services rendus par les gens de mer.
- Ordre de la Libération : Patriam servando victoriam tullit (En servant la patrie il a remporté la victoire), (idem au 1er régiment d'infanterie de marine), fondé le 17 novembre 1940, par le Général de Gaulle

## Italie
- Ordre militaire de la Nef ou Ordre des Argonautes de Saint Nicolas : Non credo tempori. Etabli en 1380 dans le royaume de Naples
- Ordre de l'Hermine (Ordre militaire) : Malo mori quam foedari (Fondé par Ferdinand d'Aragon, roi de Naples, vers 1483
- Ordre de la Rédemption ou Ordre militaire du Sang de Jésus Christ ou Ordre militaire du Précieux Sang de Jésus Christ : Nihil triste recepto hoc ou isto. Créé en 1608 par Vincent de Gonzague IVe duc de Mantoue et IIe duc de Montferrat, approuvé en 1610 par Paul V
- Ordre de la Vierge : In hoc signo vincam, ou vinces. Créé en 1618 par les trois frères : Pierre, Jean-Baptiste et Bernard Pétrigna, gentilshommes de Spelle, les statuts furent approuvés par Paul V
- Ordre de la Couronne de fer :
  - Ordre du royaume d'Italie (1805-1814) (fondé en 1805 par Napoléon Ier) : Dieu me l'a donnée, gare à qui y touchera
  - Ordre relevé par François Ier d'Autriche : Avicta et aucta.

### Sardaigne
- Ordre militaire de Savoie : Al merito ed al valore. Fondé en 1815 par Victor-Emmanuel Ier roi de Sardaigne

### Deux Siciles
- Ordre de Saint-Janvier : In sanguine foedus. Créé par Charles III roi des Deux-Siciles en 1738
- Ordre de Saint-Ferdinand et du mérite : Fidei et merito. Fondé en 1800 par Ferdinand IV
- Ordre royal et militaire de Saint-Georges de la Réunion (it) : In hoc signo vinces. Fondé en 1819 par le roi Ferdinand Ier des Deux-Siciles

### Sicile
- Ordre du Saint-Esprit au Droit Désir ou Ordre du Nœud : Au nom du Droit Désir. Fondé en 1352 par Louis de Tarente roi de Jérusalem et de Sicile, comte de Provence

### Toscane
- Ordre de Saint-Joseph : Ubique similis. Fondé en 1807 par le grand-duc Ferdinand III

## Lituanie
- Ordre de Vytautas le Grand
- Ordre de la Croix de Vytis

## Lettonie
- Ordre des Trois Étoiles : Per aspera ad astra. Fondé en 1924.
- Ordre de Viesturs : Confortamini et pugnate. Fondé en 1938, en vacance entre 1940 et 2004, quand il fut renouvelé.

## Norvège
- Ordre de Saint-Olaf : Ret og sandhed (Le droit et la vérité). Fondé en 1847 par le roi Oscar Ier de Suède et Norvège.
- Croix de guerre (Norvège)

## Pays-Bas
- Ordre militaire de Guillaume Ier : Voor moed, beleid trouw (Pour la bravoure, le talent, la fidélité). Fondé par Guillaume Ier roi des Pays-Bas en 1815
- Ordre du Lion néerlandais : Virtus nobilitas. Créé en 1815 par le roi Guillaume Ier
- Ordre d'Orange-Nassau : Je maintiendrai. Créé en 1892 par la régente Emma de Waldeck-Pyrmont
- Ordre de la Maison d'Orange : Je maintiendrai. Créé en 1905 par la reine Wilhelmina

## Pologne
- Ordre de l'Aigle blanc (Chevalerie) (Pologne) : Pro fide, lege et rege. Institué en 1325 par Wladislas V roi de Pologne, renouvelé par Frédéric Auguste roi de Pologne, en 1705
- Ordre impérial et royal de Saint Stanislas : Praemiando incitat. Fondé en 1765 par Stanislas Auguste Poniatowski roi de Pologne. Renouvelé en 1815 par Alexandre Ier
- Ordre du mérite militaire ou Ordre du courage militaire : Virtuti militari. Fondé par Stanislas Auguste Poniatowski roi de Pologne en 1796

## Portugal
- Ordre de l'Aile de Saint Michel : Quis ut deus ?. Créé par Alphonse-Henri Ier roi du Portugal en 1171. Même devise que l'Ordre de Saint-Michel (Bavière)
- Ordre de la Tour de l'Epée : Valor lealdad y merito. Créé par Alphonse V en 1459. Renouvelé en 1808 par Jean VI
- Ordre de Sainte-Isabelle : Pauperum solatio. Institué en 1804,
- Ordre de Notre-Dame de l'Immaculée Conception de Vila Viçosa : Padroeira do reino. Fondé en 1818 par Jean VI

## Royaume-Uni
- Ordre de la Jarretière : Honi soit qui mal y pense (en français). Institué par Édouard III en 1345 ou 1350
- Ordre du Bain : Tria iuncta in uno (depuis 1625). Fondé par Henri IV d'Angleterre en 1399
- Ordre de Saint-Michel et Saint-Georges : Auspicium melioris aevi. Fondé en 1818
- Ordre de l'Étoile d'Inde : Heavens' Light Our Guide. Fondé en 1861 et pas conféré après l'indépendance de l'Inde en 1947
- Ordre de l'Empire des Indes : Imperatricis Auspiciis. Institué par la reine Victoria en 1878 et pas conféré après l'indépendance de l'Inde en 1947
- Ordre royal de Victoria: Victoria. Institué par la reine Victoria en 1896.
- Ordre du Mérite : For Merit. Institué par le roi Édouard VII en 1902.

### Écosse
- Ordre de Saint-André ou Ordre du Chardon : In depens (Pour ma défense), et : Nemo me impune lacessit (Personne ne me provoque impunément). Créé par Jacques V roi d'Écosse en 1534

### Irlande
- Ordre de Saint-Patrick ou Ordre de Saint-Patrice : Quis separabit?. Créé en 1783 par Georges III roi d'Angleterre

## Russie impériale
- Ordre de Saint-André : За вѣру и вѣрность (Pour la Foi et la Fidélité). Créé en 1698 par Pierre Ier le Grand
- Ordre de Sainte Catherine : За любовь и отечество (Pour l'amour et la fidélité envers la patrie). Ordre féminin institué par Pierre Ier le Grand en 1714 et uniquement donné aux dames de haut rang
- Ordre de Saint-Alexandre Nevski : За труды и отечество (Pour le service de la Patrie). Fondé par Pierre Ier le Grand en 1722
- Ordre de Sainte-Anne : Amantibus justiciam, pietatem et fidem (À ceux qui aiment la justice, la piété et la foi). Créé par Charles-Frédéric duc de Holstein-Gottorp, mort en 1739, père de Charles-Pierre-Ulric reconnu héritier présomptif de Russie en 1742
- Ordre de Saint-Georges : За службу и храбрость (Pour la bravoure et le mérite militaire). Fondé en 1769 par Catherine II
- Ordre de Saint-Vladimir : Польза честь и слава (Utilité, honneur, renommée). Institué en 1782 par Catherine II
- Ordre de l'Aigle blanc : Pro fide, rege et lege (Pour la foi, le roi et la loi). Ordre polonais créé le 1er novembre 1705 par Auguste II le Fort et incorporé aux ordres russes sous le règne de Nicolas Ier en 1831

## Suède
- Ordre de l'Amarante, (chevalerie) : Semper idem. Institué par la reine Christine de Suède en 1653
- Ordre de l’Épée : Pro patria. Fondé en 1522 par Gustave Ier, renouvelé en 1748 par Frédéric Ier
- Ordre de l’Étoile polaire : Nescit occasum. Création très ancienne, date inconnue, renouvelé par Frédéric Ier en 1748
- Ordre des Séraphins : Iesus, hominum salvator. Institué par le roi Frédéric Ier en 1748

## Vatican,Saint-Siège
- Ordre équestre de Pie IX : Virtuti et merito. Fondé par S.S. le pape Pie IX en 1847